# الیستا

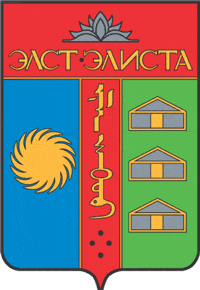
نشان شهر الیستا

الیستا (به روسی: Элиста́) (به زبان کالمیک: Элст, Elst) پایتخت جمهوری کالمیکیا در فدراسیون روسیه است. جمعیت الیستا در سرشماری سال ۲۰۰۲ حدود ۱۰۴ هزار و ۲۴۵ نفر بوده‌است.

## تاریخ
الیستا در سال ۱۸۶۵ بنا شد و در سال ۱۹۲۰ به عنوان مرکز استان کالمیکیا برگزیده شد. در ۱۹۴۳ اخراج کالمیک‌ها قوم مغولتبار و بودائی مذهب ساکن این ناحیه با دستور استالین به سیبری انجام شد. مردم روس وارد منطقه شدند تا جایگزین آنان شوند و حتی نام الیستا هم به استپنوی (به روسی: Степно́й) تغییر کرد تا این‌که در سال ۱۹۵۷ بازماندگان کالمیک‌های اخراج شده از منطقه اجازه ورود به آن را پیدا کردند.

## نما

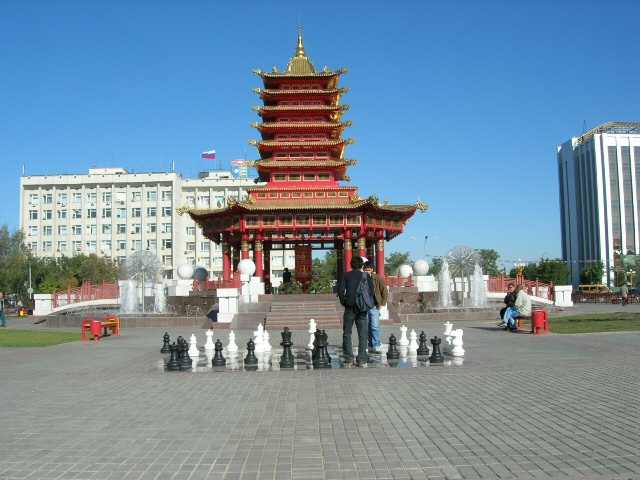
بازی شطرنج با یک دست شطرنج عمومی در مرکز شهر

پس از فروپاشی شوروی این شهر تحت تأثیر رئیس جمهور مقتدر آن کیرسان ایلمژینوف که از ۱۹۹۵ رئیس فدراسیون بین‌المللی شطرنج نیز هست، قرار گرفته است. سی‌وسومین دوره المپیاد شطرنج در ۱۹۹۸ در الیستا برگزار شد و برگزاری بسیاری از مسابقات مهم شطرنج در سال‌های اخیر باعث شده تا الیستا به شهر شطرنج شهرت پیدا کند. 
در پارک‌های شهر پیکره‌هایی از بودا و لنین قرار گرفته است و وجود یک موزه با ارزش هنر بودائی از دیگر ویژگی‌های این شهر است.

## نگارخانه

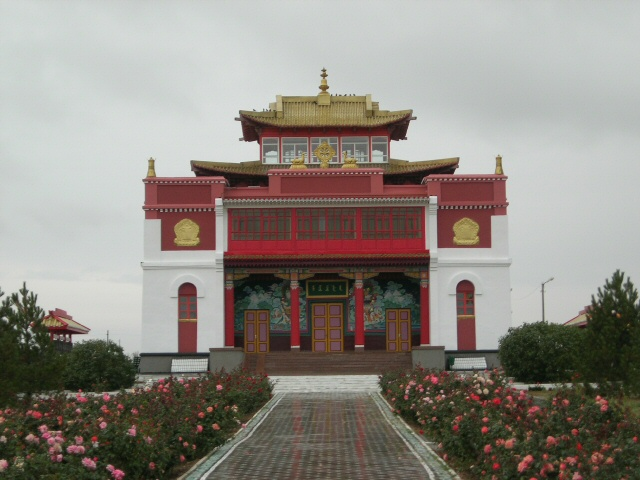
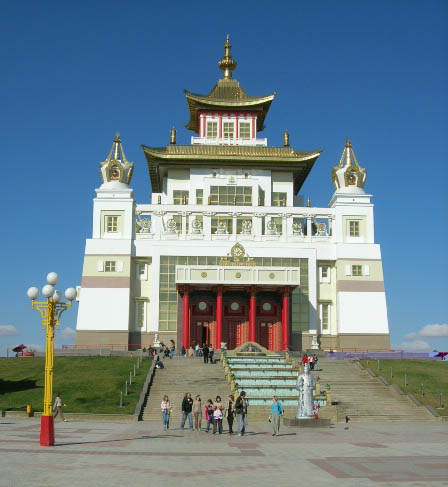
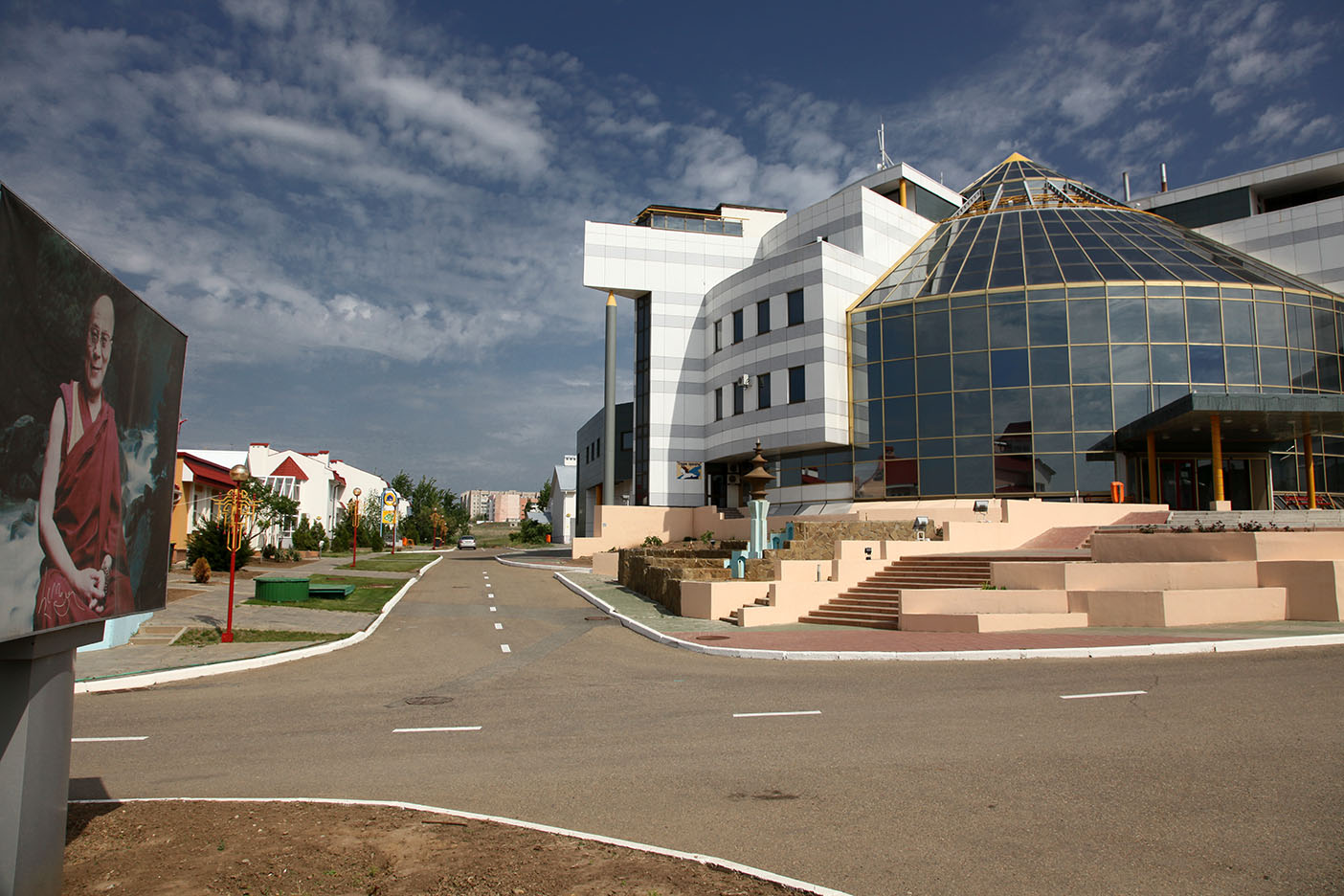